# Štajgr (holub)
Štajgr, německy Steigerkröpfer, je plemeno holuba domácího vyšlechtěné v Německu. Vychází ze stejných předků jako český stavák,, jeho další vývoj ovšem směřoval k dosažení tvarové dokonalosti. Je to holub výrazně větší než český stavák, celková délka těla dosahuje až 46 cm, má vzpřímenější postavu a delší nohy. V seznamu plemen EE se řadí do plemenné skupiny voláčů a je zapsán pod číslem 0318.
Štajgr je středně velký, útlý a poměrně vysoký holub. Jeho hlava má dosti široké a klenuté čelo a plošší temeno, zobák je středně dlouhý a poměrně silný, světlé barvy. Oční duhovka je čistě perlová, obočnice úzké a živě červené. Krk je velmi dlouhý a poskytuje dostatek prostoru pro značně velké hruškovité vole, které se vyklenuje až na šiji, rozšiřuje se směrem k hlavě a ve své spodní části je dobře podvázané. Hruď je dobře osvalená, silná křídla dobře kryjí hřbet a jejich krátké letky spočívají na ocase, aniž by se křížily. Ocas je nesen v linii hřbetu, je úzce složený a krátký. Nohy jsou dlouhé, v patních kloubech jen nepatrně podkleslé, s neopeřenými běháky či prsty. Drápky jsou vždy světlé.
Opeření je krátké a dobře přiléhající. Co se zbarvení týče, štajgr nedosahuje dokonalosti českého staváka. Chová se v rázu celobarevném černé, červeném a žlutém, v barvě modré bezpruhé, pruhové a kapraté, žlutě plavé pruhové a žlutě plavé bělopruhé a v barvě bílé.